# Читахеви
Читахеви (груз. ჩითახევი) — село в Грузии, на территории Боржомского муниципалитета края (мхаре) Самцхе-Джавахети.

## География
Село находится на юге центральной части Грузии, на левом берегу Куры, на расстоянии 7 километров (по прямой) к юго-западу от города Боржоми, административного центра муниципалитета. Абсолютная высота — 867 метров над уровнем моря.

## Население
По результатам официальной переписи населения 2014 года, в Читахеви проживало 176 человек (87 мужчин и 89 женщин). В национальной структуре населения грузины составляли 94,3 %, армяне — 2,8 %, русские — 2,3 %, осетины — 0,6 %.
| Год  | Население, человек |
| ---- | ------------------ |
| 2002 | 274                |
| 2014 | ↘ 176              |